# Dom van Speyer
De dom van Speyer (Kaiser- und Mariendom zu Speyer) is een kathedraal in de Duitse stad Speyer (Spiers). De dom is de grootste kerk in romaanse stijl ter wereld. Samen met de kathedralen van Mainz en Worms maakt hij deel uit van de drie romaanse Kaiserdome langs de Rijn. Paus Pius XI heeft de kerk in 1925 tot basiliek verheven. De dom staat sinds 1981 op de Werelderfgoedlijst van UNESCO.
De bouw begon rond 1030 onder de Salische keizer Koenraad II. De dom werd gebouwd als grafkerk voor de Salische dynastie. In 1046 schonk keizer Hendrik III de kostbare Codex Aureus van Speyer aan de dom. In 1061 werd de dom ingewijd door zijn kleinzoon, Hendrik IV. Deze breidde de dom tussen 1082 en 1106 aanzienlijk uit: ook het middenschip werd voorzien van een stenen kruisribgewelf, dat een overspanning van 14 meter had, en ook het koor werd geheel vernieuwd. Het wordt sindsdien afgesloten door een apsis met een dwerggalerij en twee torens, een type dat sindsdien in het Rijnland veelvuldig is nagevolgd. De torens hebben een achtkantige spits tussen vier topgevels. Bijzonderheid aan de dom is dat de dwerggalerij rond om het gehele bouwwerk loopt.
De crypte, die geldt als de grootste bewaard gebleven zuilenhal van Europa, behoort tot de oudste bouwfase en herbergt onder meer de graven van de vier Salische keizers. Hij beslaat de ruimte onder het transept en het koor. De overwelving dateert uit de tweede bouwfase.
In de Negenjarige Oorlog (1689) werd de dom geplunderd, waarna een barokke façade de plaats van het verwoeste westwerk innam. In 1794 verwoestten Franse troepen de dom opnieuw, waarna het bisdom in 1801 werd opgeheven en de kerk dreigde te worden gesloopt. Na de val van Napoleon werd het bisdom in 1817 echter hersteld en ook de dom werd in de loop van de 19de eeuw herbouwd, in een neoromaanse stijl die sterk afweek van het origineel. De restauratie van 1957-1961 beoogde de dom weer terug te brengen in zijn oorspronkelijke staat.
In 2011 werden twee Seifertorgels geplaatst. Het grote orgel heeft 85 registers en 5556 pijpen.

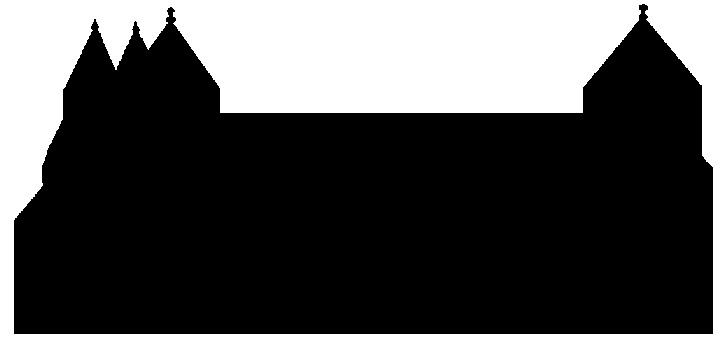
1061
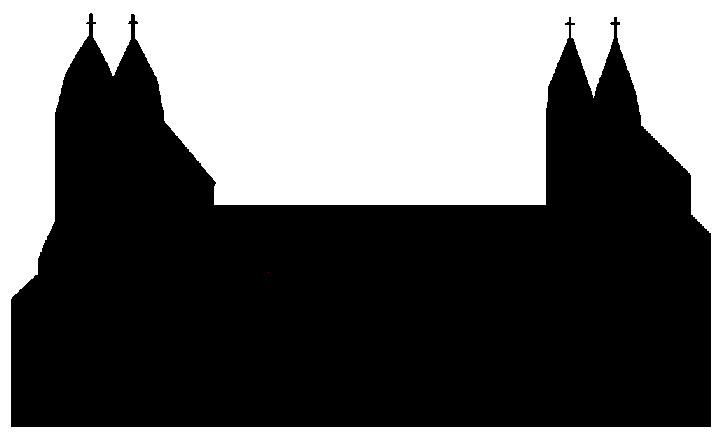
1135
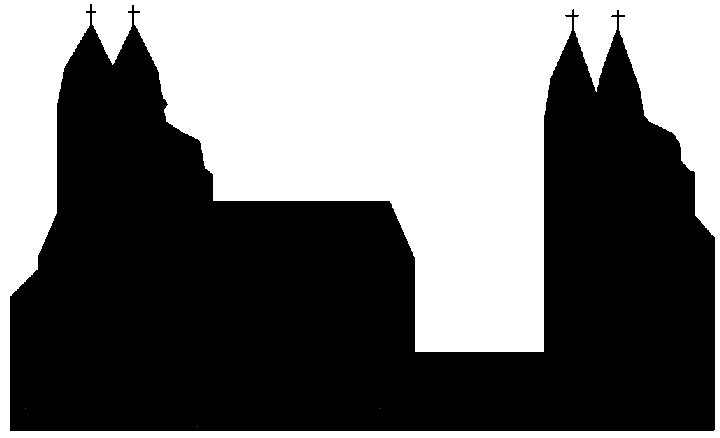
1754
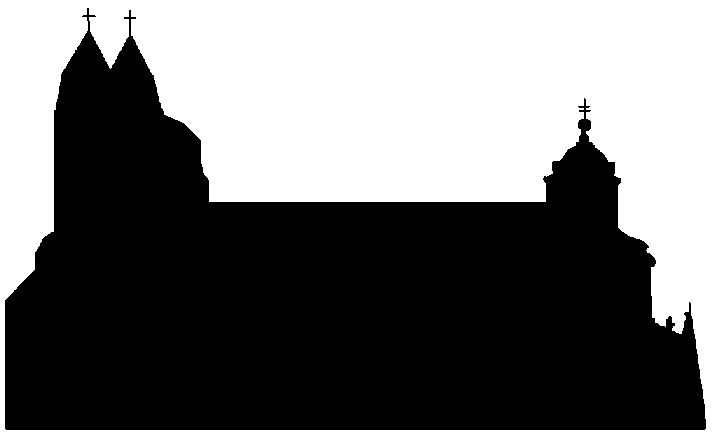
1854
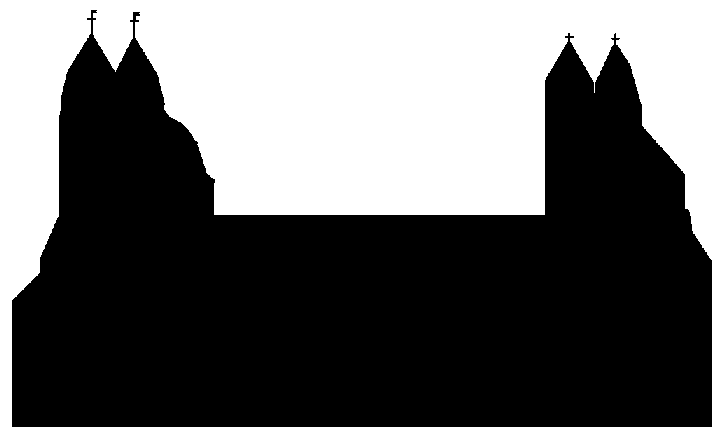
1967

## Galerij

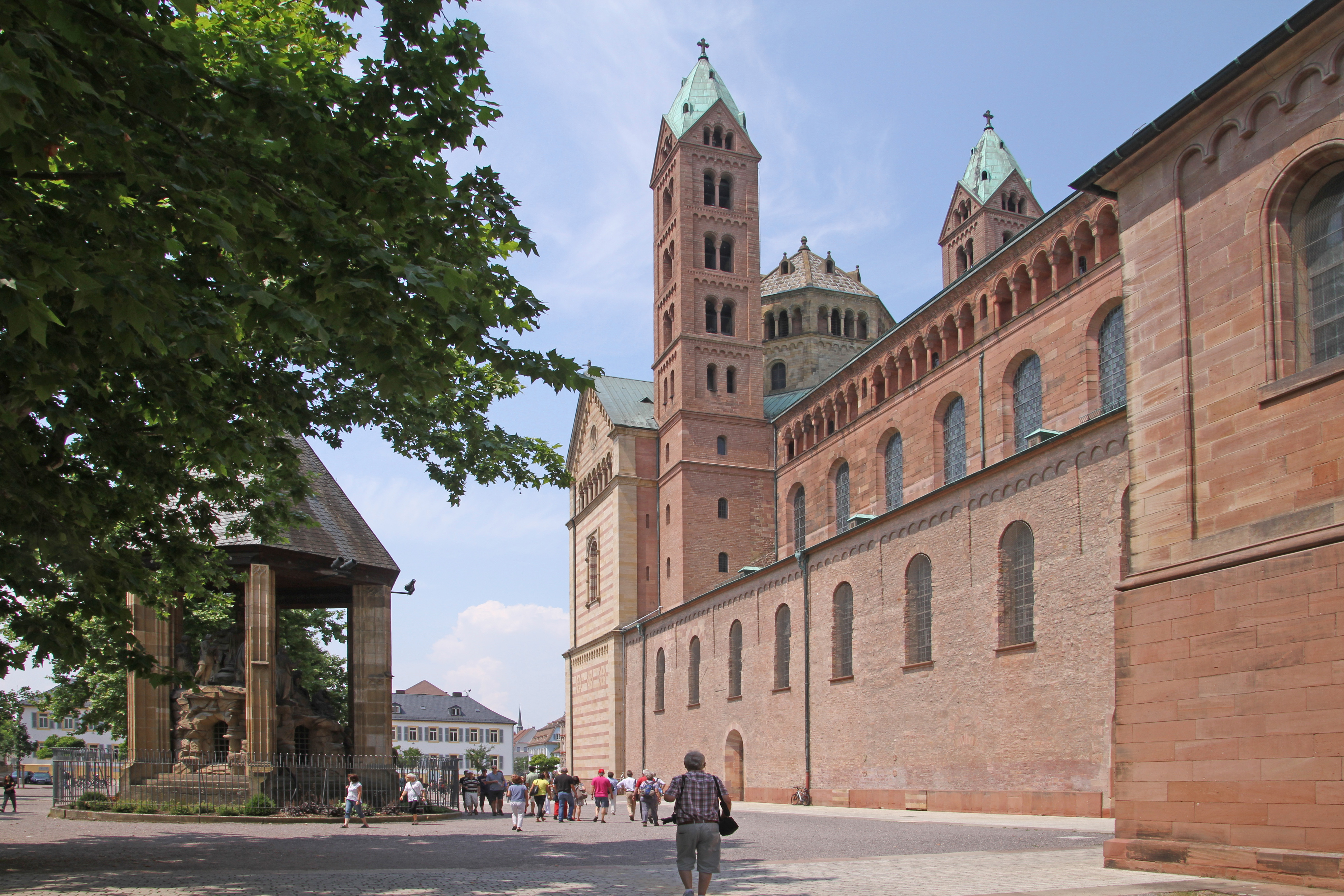
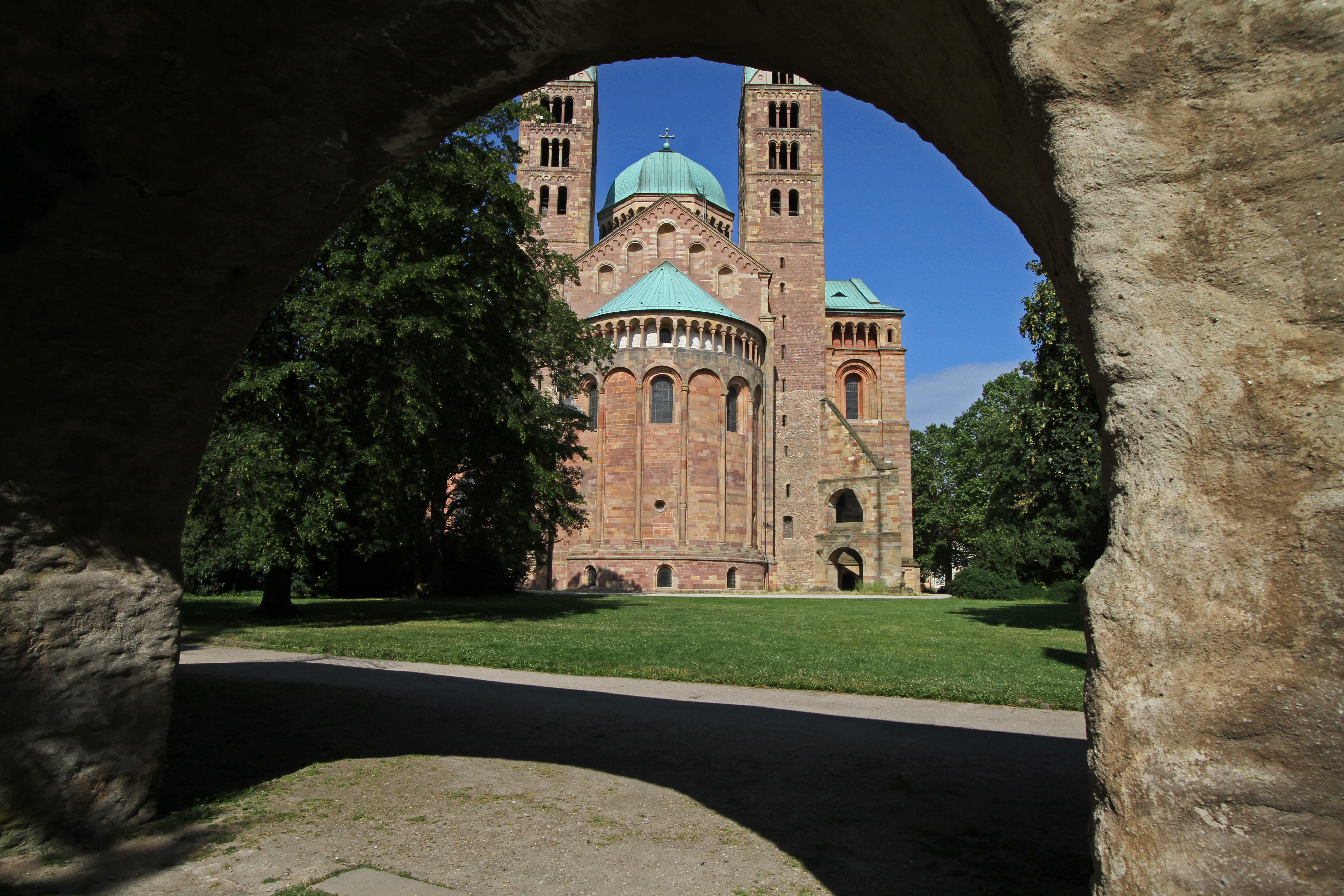
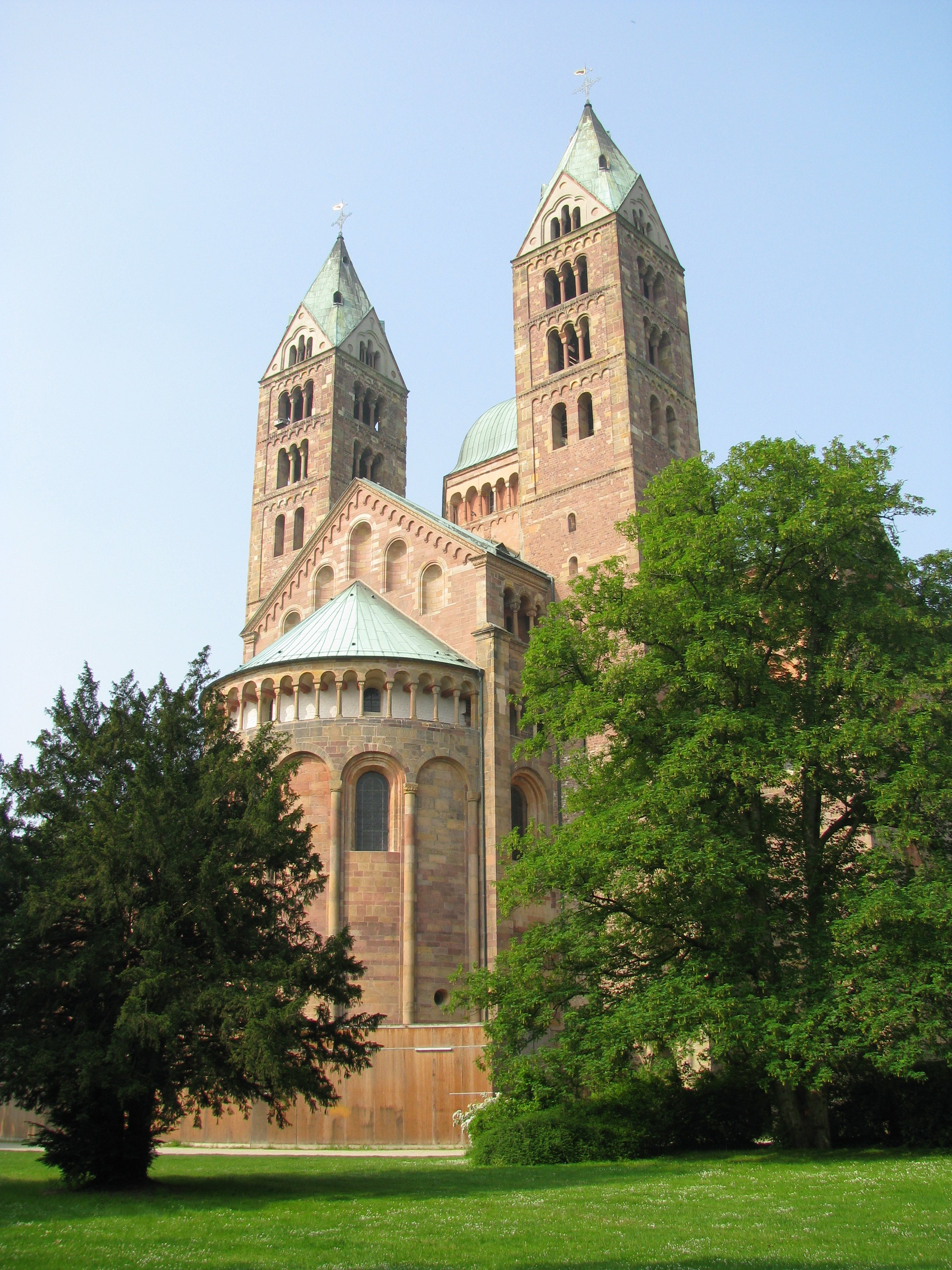
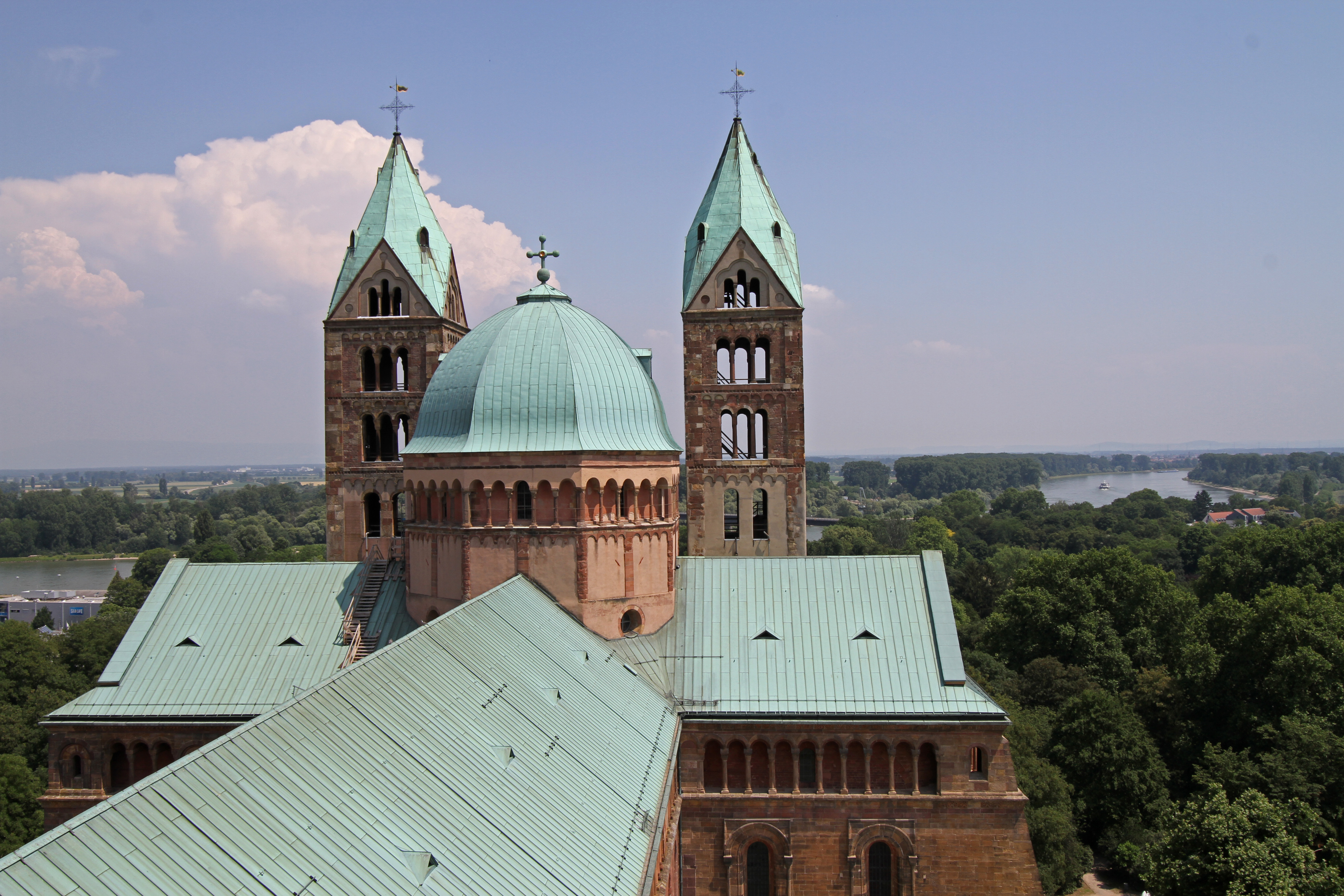
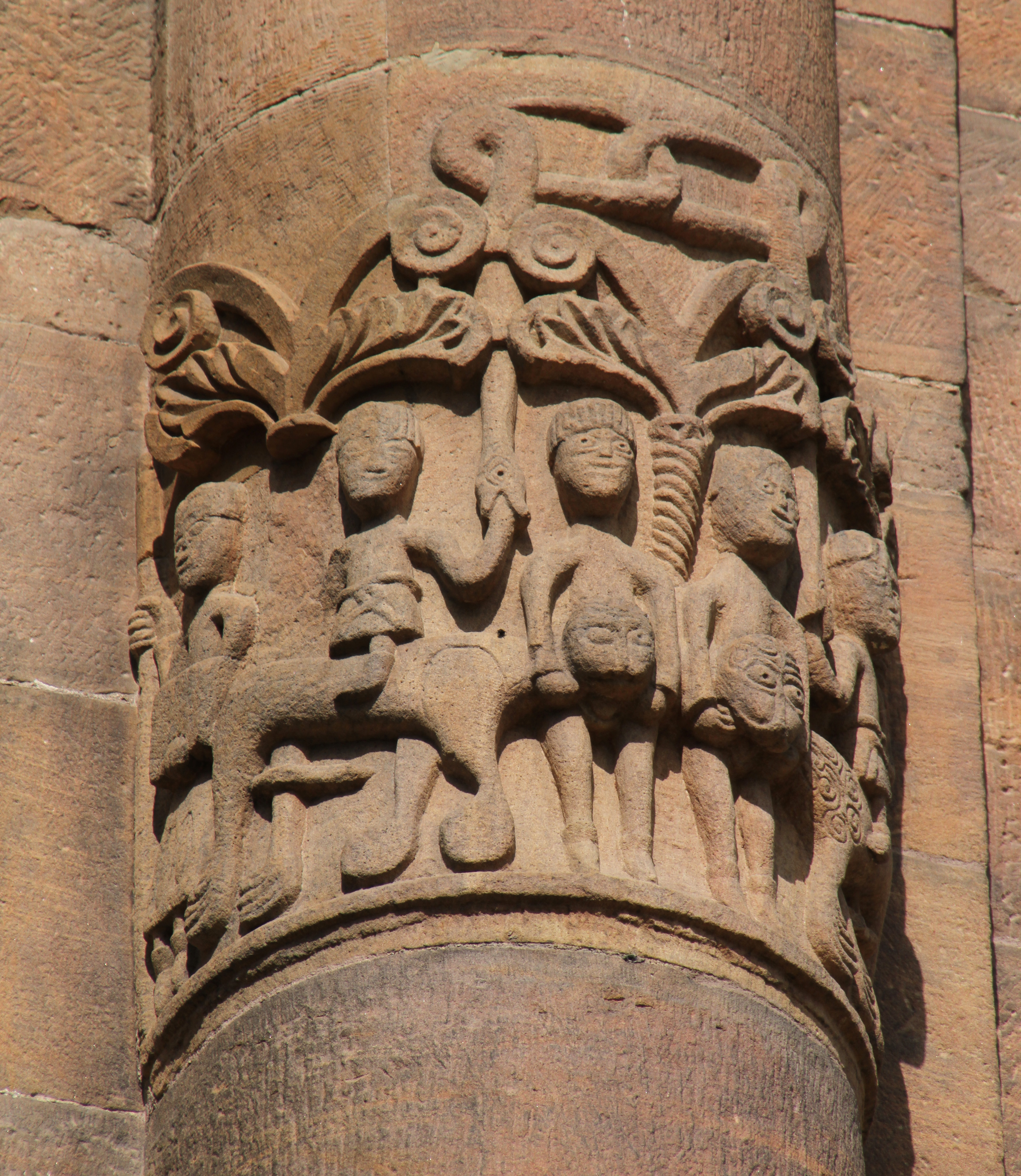
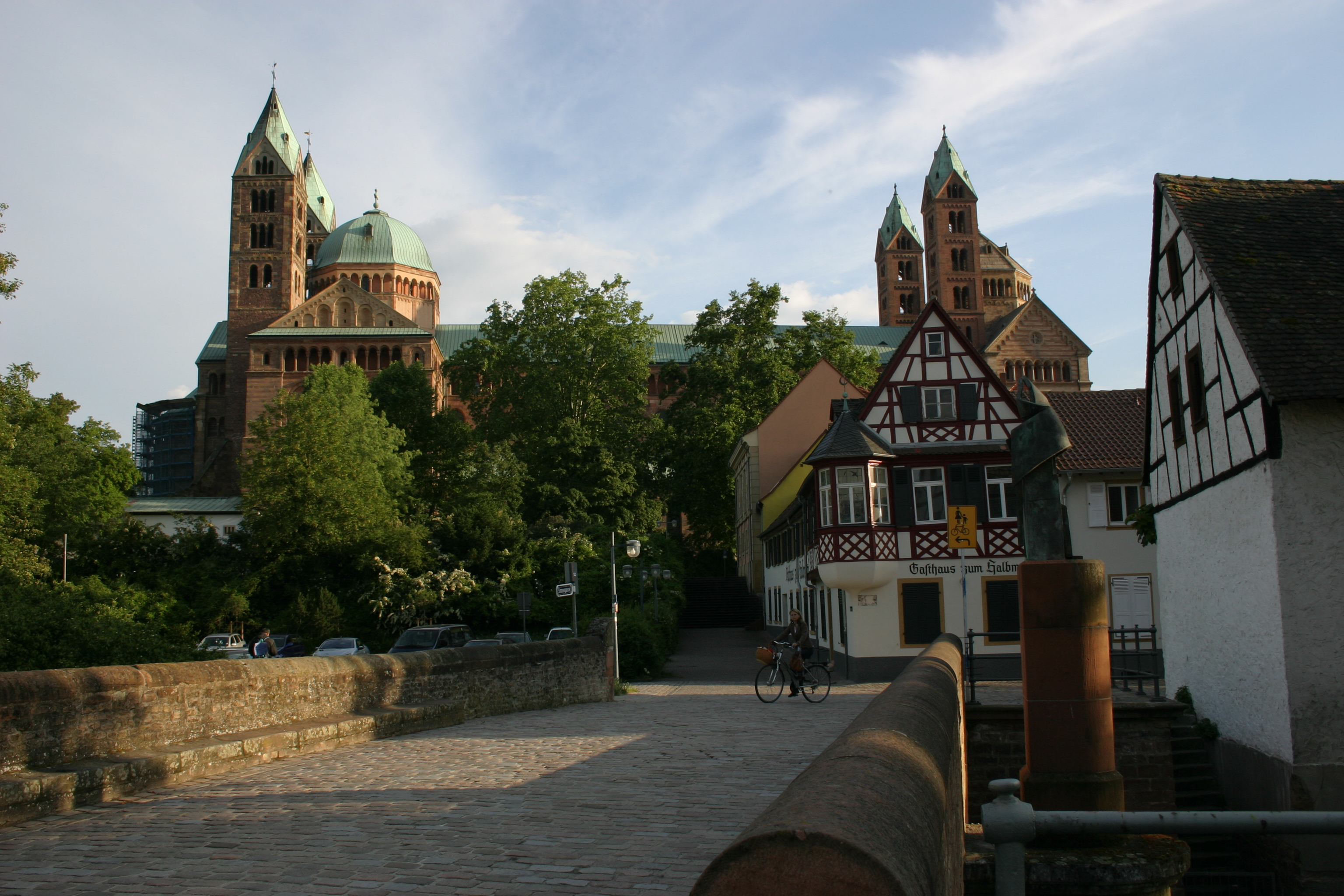
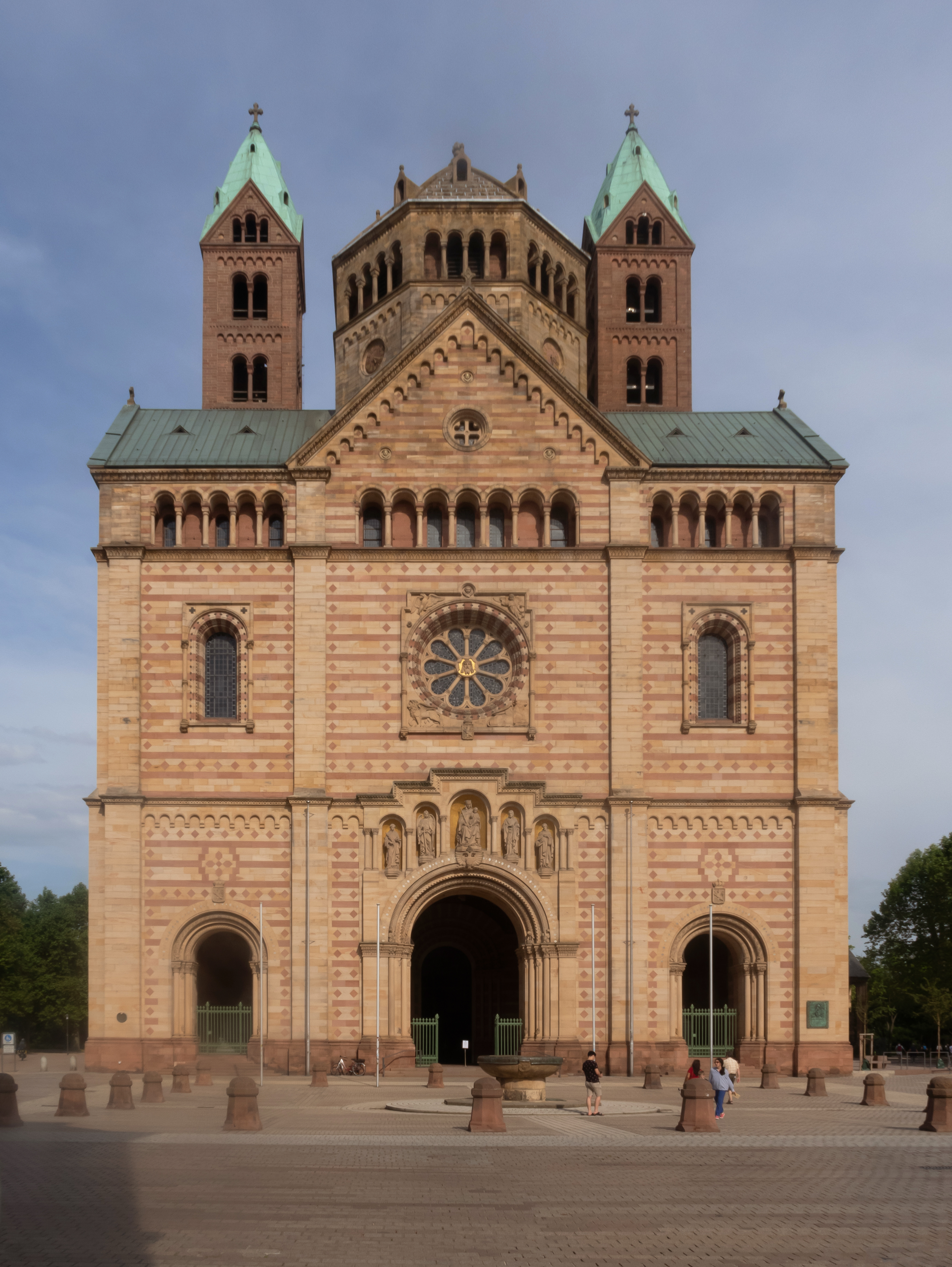
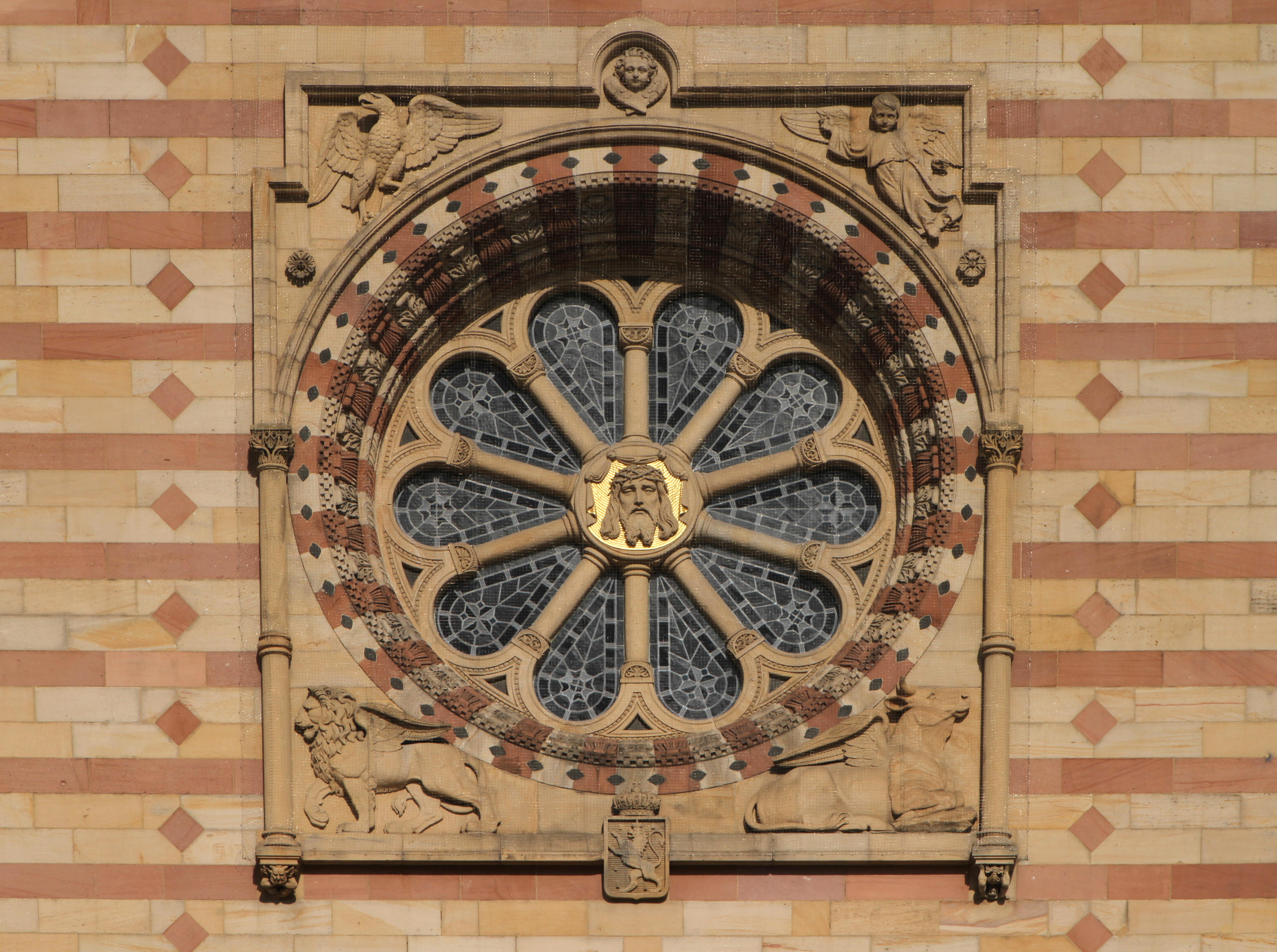
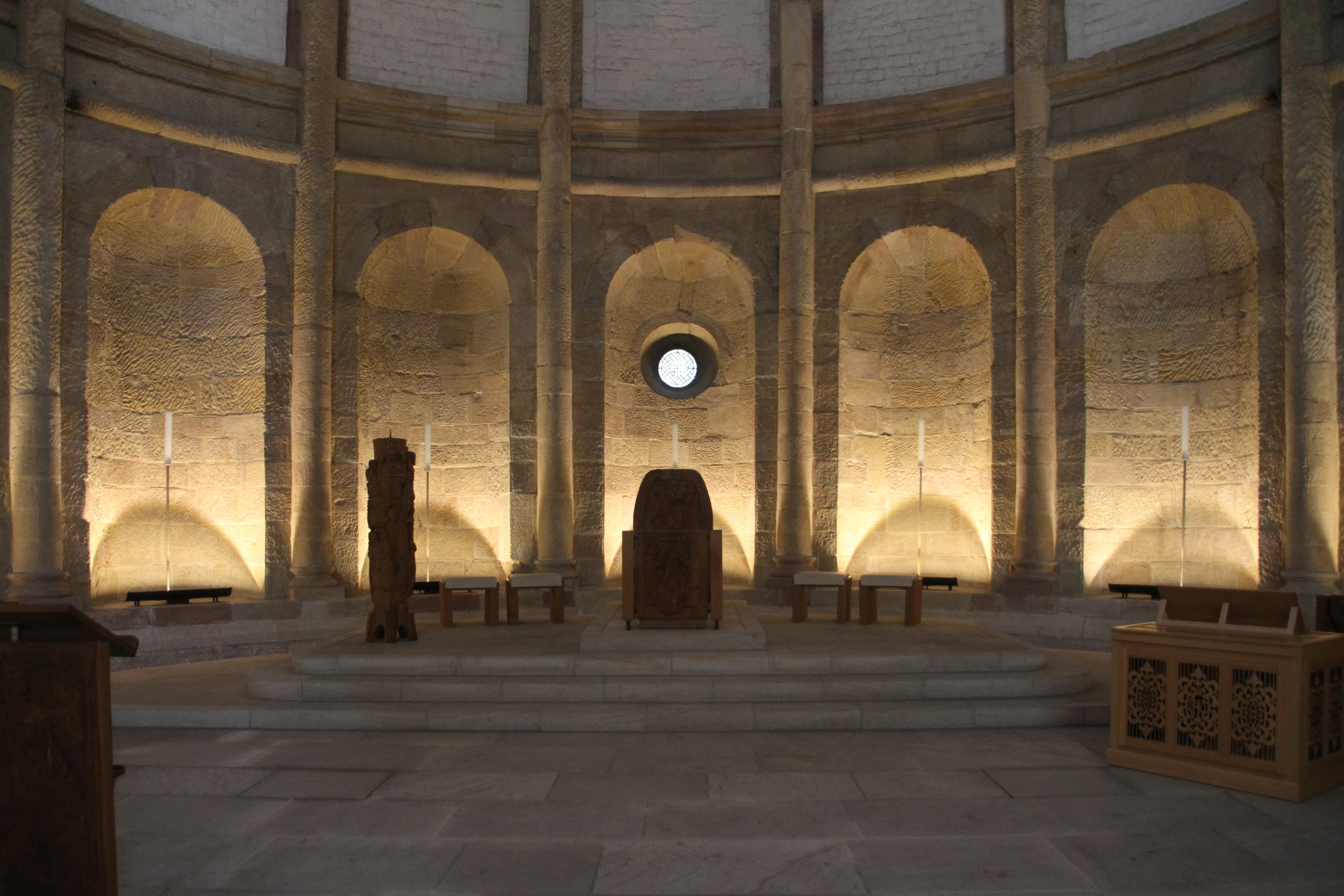
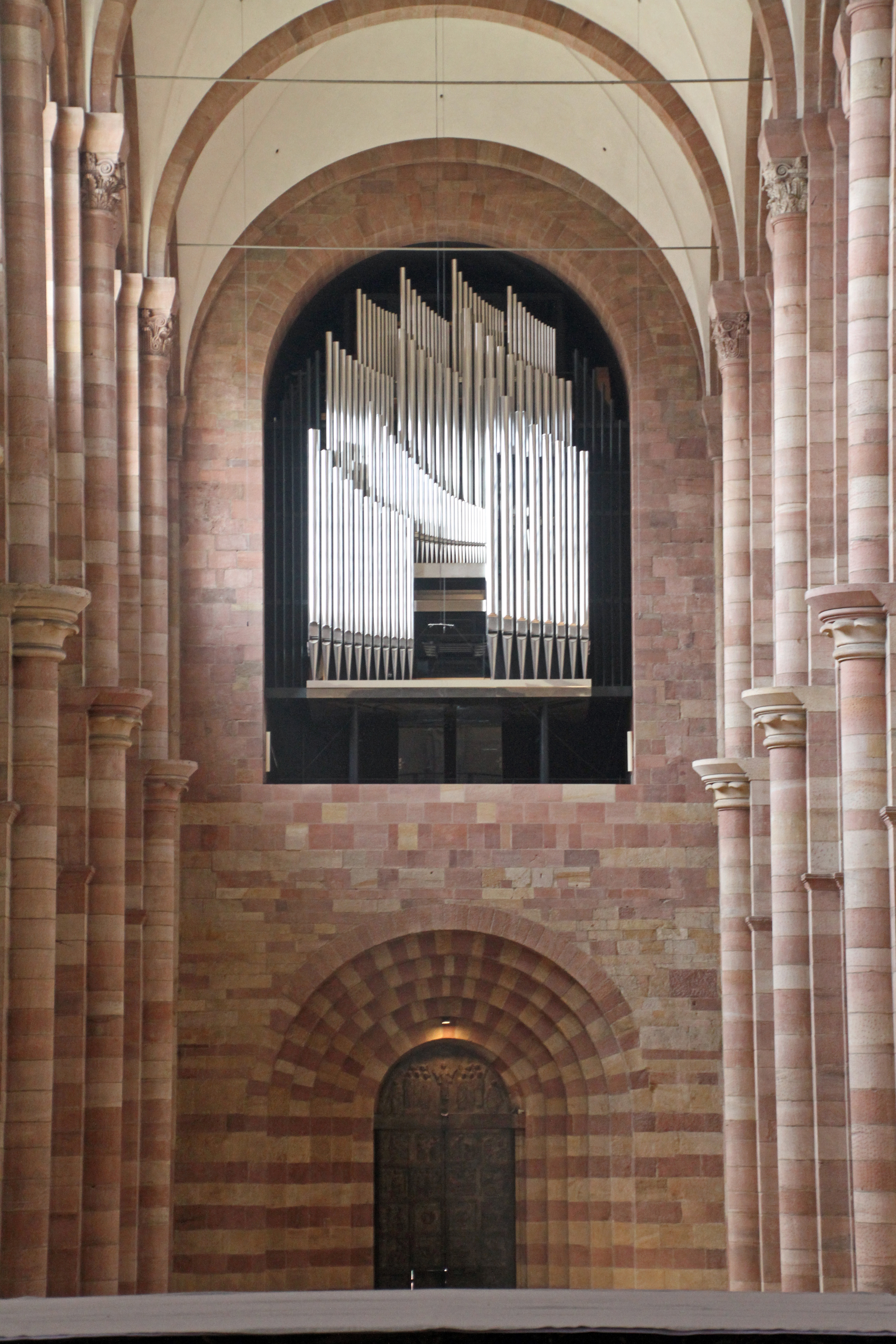